# هایتاورز (کارولینای شمالی)
هایتاورز (به انگلیسی: Hightowers) یک محدوده ثبت‌نشده در ایالات متحده آمریکا است که در شهرستان کسول، کارولینای شمالی واقع شده‌است.

## خصوصیات
هایتاورز ۲۱۷٫۰۲ متر بالاتر از سطح دریا واقع شده‌است.